# Sidney Poitier

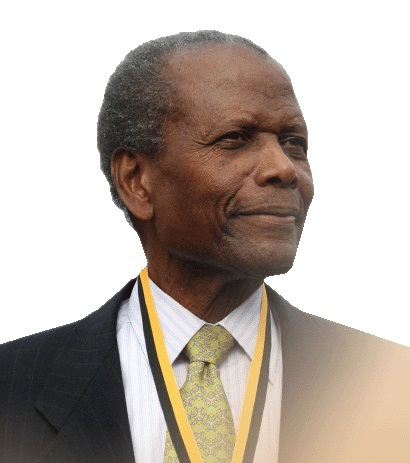
Sidney Poitier, 2013

Sidney Poitier (n. 20 februarie 1927, Miami, Florida, SUA – d. 6 ianuarie 2022, Los Angeles, California, SUA) a fost un actor, regizor de film, activist și ambasador american, cu origini în Bahamas. În 1964, a câștigat Premiul Oscar pentru cel mai bun actor, devenind primul actor de culoare care a câștigat acest premiul și prima persoană din Bahamas care a câștigat un Oscar. El a mai avut două nominalizări la Oscar, zece nominalizări la Globurile de Aur, două nominalizări la premiul Emmy, șase nominalizări la BAFTA, opt nominalizări la premiul Laurel și o nominalizare la Screen Actors Guild Awards. Din 1997 până în 2007, Poitier a fost ambasador al statului Bahamas în Japonia. 

## Biografie
Întreaga familie a lui Poitier locuia în Bahamas, pe atunci încă o colonie britanică, dar el s-a născut pe neașteptate în Miami, în timp ce părinții lui erau în vizită în weekend. Acest fapt a făcut ca el să primească automat cetățenie americană. A crescut în Bahamas, dar s-a mutat înapoi la Miami la vârsta de 15 ani și a plecat la New York City când avea 16 ani. S-a alăturat Teatrului Negru din America de Nord și a obținut rolul de elev de liceu în filmul Blackboard Jungle (1955), rol care l-a făcut cunoscut. În 1958, Poitier a jucat alături de Tony Curtis în rolul condamnaților evadați în The Defiant Ones (Lanțul), film care a primit nouă nominalizări la premiile Oscar. Ambii actori au primit o nominalizare pentru cel mai bun actor, Poitier fiind primul  actor de culoare nominalizat, precum și o nominalizare pentru un BAFTA, pe care Poitier l-a câștigat. În 1964, a câștigat Premiul Academiei și Premiul Globul de Aur pentru cel mai bun actor pentru Crinii câmpului (1963), interpretând rolul unui om bun la toate care ajută un grup de călugărițe vorbitoare de germană să construiască o capelă.
Poitier a primit aprecieri și pentru Porgy and Bess (1959), A Raisin in the Sun (1961) și A Patch of Blue (1965). El a continuat să fie un deschizător de drumuri prin trei filme de succes din 1967 care s-au ocupat de probleme și relații rasiale: To Sir, with Love ; Ghici cine vine la cină și În arșița nopții. Pentru ultimul film a fost nominalizat la Globul de Aur și la premiul BAFTA al Academiei Britanice. În 1967 Poitier a fost actorul cu cel mai mare câștig de box-office. Începând cu anii 1970, Poitier a regizat și diverse filme de comedie, cum ar fi Stir Crazy (1980) cu Richard Pryor și Gene Wilder. După ce a stat departe de actorie aproape un deceniu, s-a întors la televiziune și film, jucând în Shoot to Kill (1988) și Sneakers (1992).
Poitier a primit titlul de cavaler de onoare din partea reginei Elisabeta a II-a în 1974. În 1995, Poitier a primit premiul de onoare Kennedy Center Honor. În 2009, Poitier a primit Medalia prezidențială pentru libertate, cea mai înaltă recunoaștere civilă a Statelor Unite. În 2016, a primit premiul BAFTA Fellowship pentru realizare remarcabilă de-a lungul carierei sale în film. În 1999, Poitier s-a clasat pe locul 22 printre actorii bărbați pe lista „ 100 de ani...100 de stele” realizată de către Institutul American de Film . Poitier a primit, de asemenea, un premiu Grammy pentru cel mai bun album de cuvinte vorbite pentru varianta audio a cărșii sale autobiografice The Measure of a Man: A Spiritual Autobiography.  În 1982, a primit premiul Globul de Aur Cecil B. DeMille, iar în 2000, a primit premiul Screen Actors Guild Life Achievement Award. În 2002, Poitier a fost ales să primească un premiu onorific al Academiei, ca recunoaștere pentru „realizările remarcabile ca artist și ca ființă umană”. 
Din 1995 până în 2003, Poitier a fost membru al consiliului de administrație al The Walt Disney Company.
În aprilie 1997, Poitier a fost numit ambasador al Bahamas în Japonia, funcție pe care a deținut-o până în 2007. Din 2002 până în 2007, a fost în același timp ambasadorul Bahamas la UNESCO.

## Filmografie selectivă

### Actor
- 1947 Sepia Cinderella, regia Arthur H. Leonard
- 1950 Fără ieșire (No Way Out), regia Joseph L. Mankiewicz
- 1955 Sămâța violenței (Blackboard Jungle), regia Richard Brooks
- 1957 Sclavul liber (Band of Angels), regia Raoul Walsh
- 1958 Lanțul (The Defiant Ones), regia Stanley Kramer
- 1959 Porgy și Bess (Porgy and Bess), regia Otto Preminger
- 1961 Paris Blues, regia Martin Ritt
- 1963 Crinii câmpului (Lilies of the Field), regia Ralph Nelson
- 1964 Corăbiile lungi (The Long Ships), regia Jack Cardiff
- 1965 Peticul albastru (A Patch of Blue), regia Guy Green
- 1965 Viața lui Iisus (The Greatest Story Ever Told), regia George Stevens
- 1966 Duel la Diablo (Duel at Diablo), regia Ralph Nelson
- 1967 Domnului profesor, cu dragoste (To Sir, with Love), regia James Clavell
- 1967 Ghici cine vine la cină? (Guess who's Coming to Dinner), regia Stanley Kramer
- 1967 În arșița nopții (In the Heat of the Night), regia Norman Jewison
- 1969 The Lost Man, regia Robert Alan Aurthur
- 1970 Mi se spune domnul Tibbs (They Call Me Mister Tibbs!), regia Gordon Douglas
- 1971 Organizația (The Organization), regia Don Medford
- 1988 Micul Nikita (Little Nikita), regia Richard Benjamin
- 1988 Pe urmele asasinului (Shoot to Kill), regia Roger Spotiswoode
- 1992 Cutia neagră (Sneakers), regia Phil Alden Robinson
- 1995 Copiii pustiului (Children of the Dust, miniserie, două episoade)
- 1996 Domnului profesor, cu dragoste 2 (To Sir, with Love 2, film TV)
- 1997 Șacalul (The jackal), regia Michael Caton-Jones
- 1999 Povestea lui Noah Dearborn (The Simple Life of Noah Dearborn, film TV)

### Regizor
- 1972 Buck și predicatorul (Buck and the Preacher)
- 1973 A Warm December
- 1974 Uptown Saturday Night
- 1975 Let's Do it Again
- 1977 A Piece of the Action
- 1980 Nebuni de legat (Stir crazy)
- 1982 Hanky Panky
- 1983 Fast forward
- 1990 Ghost Dad (cu Bill Cosby)

## Despre Sidney Poitier

### Autobiografii, autor
Poitier a scris trei cărți autobiografice: This Life (1980), The Measure of a Man: A Spiritual Autobiography (2000),  Life Beyond Measure – letters to my Great-Granddaughter (2008, o carte selectată de clubul de lectură Oprah's Book Club); și un roman, Montaro Caine, editat în mai 2013.

### Biografie
Poitier este subiectul unei biografii Sidney Poitier: Man, Actor, Icon (2004), scrisă de istoricul Aram Goudsouzian. 

### Filme despre Poitier
- Sidney Poitier, an Outsider in Hollywood (Sidney Poitier, unul din afara Hollywood-ului), film documentar de Catherine Arnaud; Arte, France, 2008, 70 minute;
- Sidney Poitier: One Bright Light.  (Sidney Poitier: o lumină strălucitoare), American Masters, PBS (Public Broadcasting Corporation), USA, 2000,  60 minute. [36]